# Сали, Зийнет
 Зийнет Сали  (тур. Ziynet Sali, род. 29 апреля 1975, Турецкая Республика Северного Кипра) — британско-кипрская певица, популярная на Кипре и в Турции.

## Биография
Зийнет родилась на Кипре 29 апреля 1975 года в семье турок-киприотов. Её отец живёт в Великобритании с 1963 года и встретил её мать, когда он вернулся в свой родной Кипр и в то время, когда он был в отпуске. У них было трое детей, из которых Зийнет была единственной дочерью. Вскоре после этого она родилась, её семья эмигрировала в Великобританию в результате конфликта на Кипре, она имеет оба гражданства кипрское и британское в возрасте шести лет она вернулась на Кипр, где окончила первые, вторые и средние классы. В 1994 году она переехала в Стамбул, чтобы изучать музыку в Стамбульском техническом университете и окончила музыкальный МСЭ при государственной консерватории в 1999 году.

## Дискография

### Альбомы
- 2001 – Ba-Ba

- 2004 – Amman Kuzum

- 2006 – Mor Yıllar

- 2008 – Herkes Evine

- 2010 – Rüya

- 2010 – Bize Yeter

- 2012 – Sonsuz Ol

- 2014 – Bugün Adım Leyla

- 2015 – No 6

### Синглы
- Baba (2000)
- Yürek Yarali Büyüyor (2006)
- Amman Kuzzum (2006)
- Chiculata (2006)
- Zordur Oğlum (2007)
- Mor Yillar (2007)
- Herkes Evine (2008)
- Beş Çayı (2009)
- Hava Hoş (2009
- Rüya (2010)
- Bize Yeter (2011)

## Позиции в чарте
| Альбом       | Сингл          | Пик в чартах |
| Альбом       | Сингл          | Турция       |
| ------------ | -------------- | ------------ |
| Herkes Evine | «Herkes Evine» | 2            |
| Herkes Evine | «Beş Çayı»     | 6            |
| Herkes Evine | «Hava Hoş»     | 39           |
| Herkes Evine | «Bizde Böyle»  | 6            |
| Rüya         | «Rüya»         | 1            |
| Bize Yeter   | «Bize Yeter»   | 4            |